# Idiostrangalia auricoma
Idiostrangalia auricoma är en skalbaggsart som beskrevs av Holzschuh 2007. Idiostrangalia auricoma ingår i släktet Idiostrangalia och familjen långhorningar.
Artens utbredningsområde är Laos. Inga underarter finns listade i Catalogue of Life.